# Tu seras un homme
Tu seras un homme és una pel·lícula francesa dirigida per Benoît Cohen estrenada el 2013.

## Argument
Léonard és un nen d'11 anys entre un pare massa ocupat i exigent i una mare fantasmal, culpabilitzada i modesta. Els misteris planen sobre aquesta família, i el personatge del nen, sobreprotegit per un accident, es veu afectat. Retret, somiador, no juga, es refugia en els llibres, massa seriosos per a la seva edat. Théodore és un jove de 20 anys, peculiar i improbable, contractat com a cangur per accident. El contacte entre els dos nens grans s'anirà fent de mica en mica, i l'ambient anirà canviant a la casa, traient la mare de la se va apatia, fins al punt d'eclipsar el pare que se sent desbordat pels fets.

## Repartiment
- Jules Sagot : Théodore
- Aurélio Cohen : Léonard
- Éléonore Pourriat : La mare
- Grégoire Monsaingeon  : El pare
- Clara Bonnet : Jeanne, la xicota de Theodore
- Bastien Bernini: un amic de Claire
- Christophe Vandevelde : El fisioterapeuta
- Lorene Menguelti : una amiga de la Claire
- Matthias Hejnar: Un amic

## Honors
- Premi a la millor pel·lícula estrangera al Festival Internacional de Cinema d'Arizona (Tucson - EUA)
- Premi a la millor pel·lícula al Blackhills Film Festival (Dakota del Sud - EUA)
- Premi del públic i millor pel·lícula al Lighthouse Film Festival (Nova Jersey - EUA)
- Premi al millor actor (Aurélio Cohen) al Festival de Cinema de San Antonio (Texas - EUA)
- Premi a la millor pel·lícula estrangera al [Filadelphia Independent Film Festival ] (Pennsilvània - EUA)
- Premi a la millor pel·lícula i millor actor (Jules Sagot) al Blue Whisky Film Festival (Illinois - EUA)
- Premi a la millor pel·lícula estrangera al Festival de Cinema de Colorado (Colorado - EUA)
- Menció especial del jurat al Santa Monica Independent Film Festival (Califòrnia - EUA)
- Premi a la millor pel·lícula estrangera al [Harlem International Film Festival ] (Nova York - EUA)
- Premi a la millor pel·lícula i millor actor (Jules Sagot) a l'Oaxaca FilmFest (Oaxaca - Mèxic)[2]
- Premi Platinum Reel al Festival Internacional de Cinema de Nevada (Las Vegas -EUA)
- Golden Oosikar (Millor pel·lícula) a l'Anchorage International Film Festival (Alaska - EUA)
- Premi del públic i millor pel·lícula al Starlite Film Festival (Florida - EUA)
- Gran Premi i Premi al Millor Actor al Festival de Cinema de Macon (Geòrgia - EUA)
- Premi a la millor pel·lícula al Queens World Film Festival (Nova York - EUA)
- Premi a la millor pel·lícula al Festival Internacional de Cinema de San Luis Obispo (Califòrnia - EUA)
- Premi a la millor pel·lícula al Red Rock Film Festival (Utah - EUA)
- Premi del públic i millor pel·lícula al Collinsville Film Festival (Illinois - EUA)
- Premi a la millor pel·lícula al Beverly Hills International Film Festival (Califòrnia - EUA)
- Premi a la millor pel·lícula al Festival Internacional de Cinema de Costa Rica (Costa Rica)
- Premi a la millor pel·lícula al Festival Internacional de Cinema d'Indianapolis (Indiana - EUA)
- Premi a la millor pel·lícula al Northampton International Film Festival (New Hampshire - EUA)

## Al voltant de la pel·lícula
- Com en la majoria de les seves pel·lícules, Benoît Cohen dona feina a persones properes, el seu fill interpreta a Leonardo, la seva parella, la mare del nen.[3]
- Jules Sagot va ser en realitat el cangur del petit Aurélio Cohen uns anys abans, va ser ell qui va tenir la idea del guió.
- Les escenes al costat del mar es troben a Blainville-sur-Mer, esmentat a la pel·lícula.